# Mormia revisenda
Mormia revisenda és una espècie d'insecte dípter pertanyent a la família dels psicòdids present a Europa: la Gran Bretanya, França, Bèlgica, Alemanya (Baviera), Àustria i els territoris de les antigues República Federal Socialista de Iugoslàvia i Txecoslovàquia.